# Naser al-Din Shah Qajar
Nasser al-Din Shah Qajar var konge af Iran fra den 17. september 1848 til den 1. maj 1896 hvor han blev myrdet. Han var søn af Mohammad Shah Qajar og Malek Jahan Khanom, Mahd-e Olia og var den tredje længst herskende konge i Irans historie efter Shapur II af Sassaniderne og Tahmasp I af Safaviderne. Han havde suveræn magt tæt i næsten 50 år og var den første iranske monark til at skrive og udgive sine dagbøger.

## Biografi
Han var i Tabriz da fandt ud af hans fars død i 1848, og han steg op til påfugletronen med hjælp fra Amir Kabir.